# Baraza la Kiswahili la Taifa
Il Baraza la Kiswahili la Taifa, abbreviato in BAKITA (in swahili Consiglio nazionale sullo swahili) è un'istituzione fondata in Tanzania nel periodo immediatamente successivo all'indipendenza. Il suo scopo originario era soprattutto quello di presiedere alla diffusione dello swahili nel territorio nazionale. In seguito, il BAKITA ha assunto anche la funzione di organo regolatore della lingua swahili a livello internazionale.